# Andrena macroceps
Andrena macroceps är en biart som först beskrevs av Matsumura 1912.  Andrena macroceps ingår i släktet sandbin, och familjen grävbin. Inga underarter finns listade i Catalogue of Life.